# Ghilarza
Ghilarza (Ilàrtzi in sardo) è un comune italiano di 4 064 abitanti della provincia di Oristano.

## Geografia fisica

### Territorio
Il paese è situato nella parte centro-occidentale della Sardegna, sul vasto altopiano di Abbasanta, che si estende ai piedi della catena del Marghine e del massiccio del Montiferru.

## Storia
Sono numerose le testimonianze archeologiche riconducibili all'epoca prenuragica e nuragica, fenicio-punica, romana e bizantina. Sin dall'epoca della dominazione romana, il territorio ghilarzese si trovava lungo la 'Karalibus Turrem', l'antica via utilizzata per viaggiare tra Caralis e Colonia Iulia Turris Libisonis, l'attuale Porto Torres. Nel medioevo il territorio ghilarzese era compreso nella curatoria del Guilcer, appartenente al Giudicato di Arborea.
Alla caduta del giudicato (1420) passò sotto il dominio aragonese e, compreso nella Incontrada di Parte Ocier Real, divenne più tardi un feudo regio. Venne riscattato agli ultimi feudatari nel 1839 con la soppressione del sistema feudale.
Nella metà del XIX secolo si ebbe la fondazione del locale circolo di lettura e nei primi anni del XX secolo del primo circolo femminile. In questo ambiente culturale si formarono varie personalità, tra cui Antonio Gramsci, che a Ghilarza si formò negli anni dell'infanzia e dell'adolescenza.

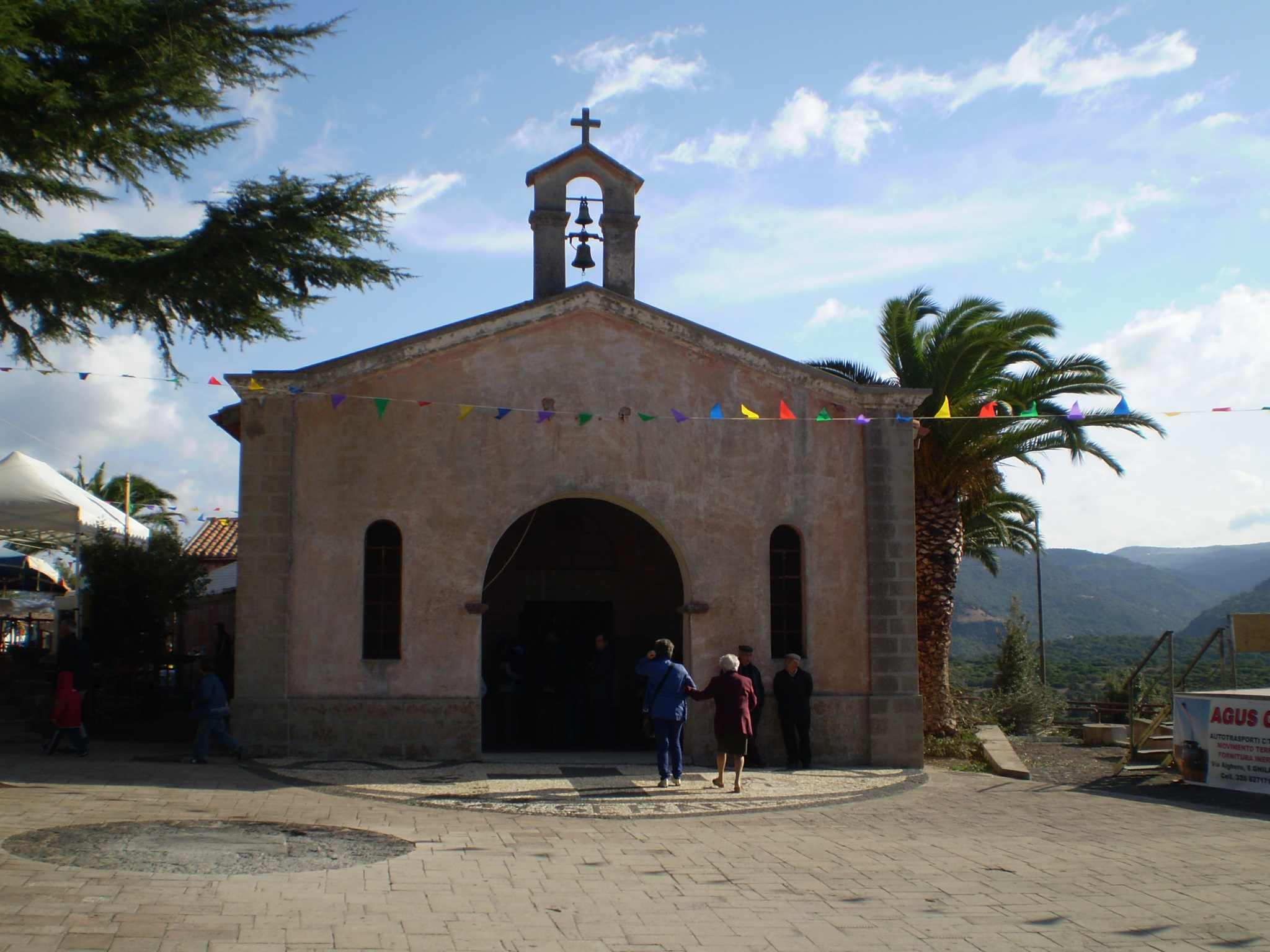
Chiesa di San Serafino

Negli anni sessanta, in pieno sviluppo economico, il paese vantava la più alta percentuale di laureati dell'isola.

### Simboli
Lo stemma e il gonfalone del comune di Ghilarza sono stati concessi con decreto del presidente della Repubblica del 24 febbraio 1995.
Il gonfalone è un drappo partito di azzurro e di rosso.

## Monumenti e luoghi d'interesse

### Architetture religiose

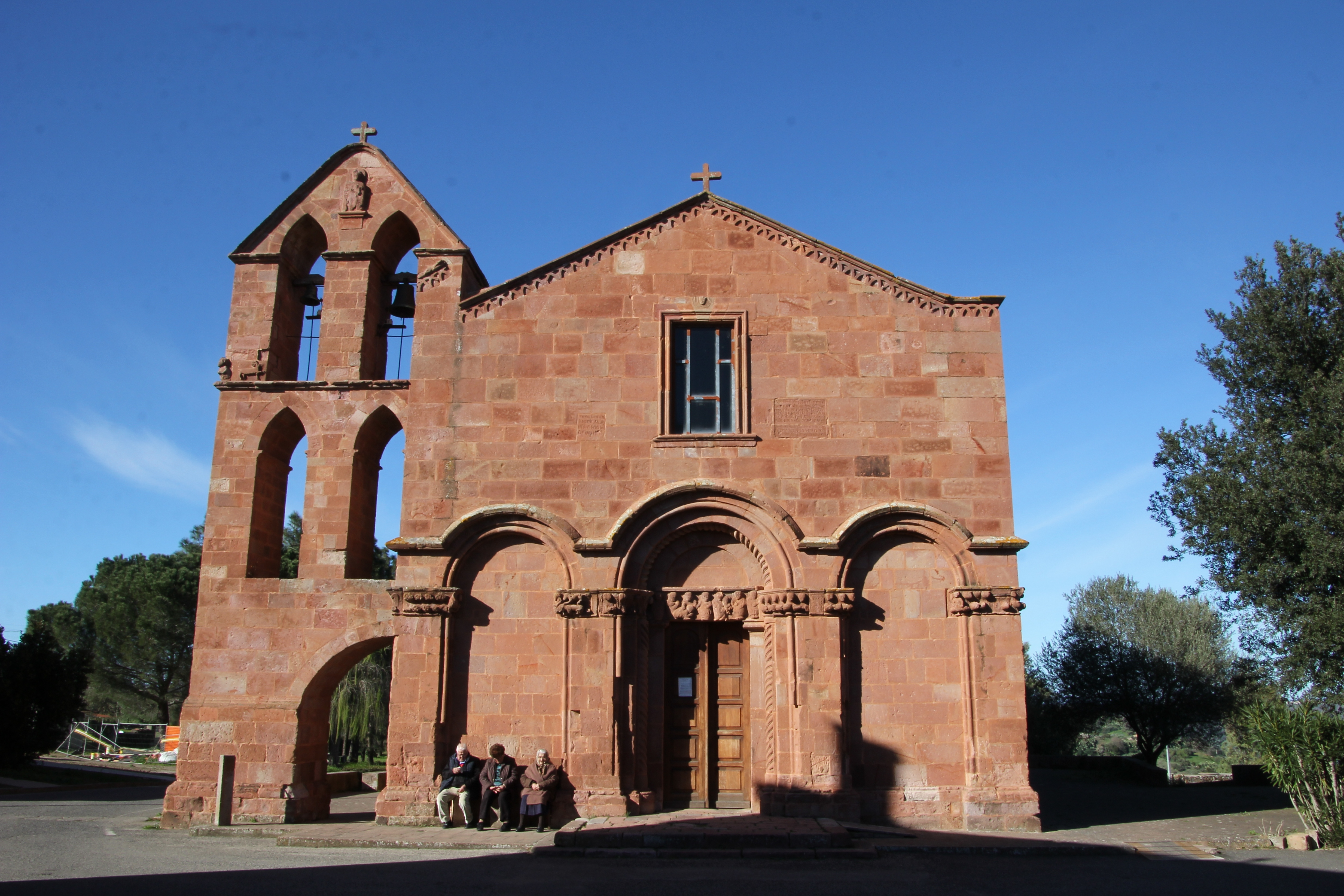
Chiesa di San Pietro di Zuri, uno dei massimi esempi del romanico lombardo in Sardegna.

- chiesa di San Palmerio, realizzata nel XIII secolo in trachite bianca e nera in stile romanico-arcaico.
- Chiesa di San Pietro di Zuri.

Nel territorio comunale sono presenti inoltre quattro piccoli villaggi, detti "novenari" in quanto occupati dai fedeli solo per nove giorni l'anno in occasione delle festività dei santi ai quali sono dedicati. In ogni novenario è presente una chiesa: 
- Chiesa di San Serafino, dedicata all'arcangelo Raffaele
- Chiesa di San Michele
- Chiesa di San Giovanni
- Chiesa di Santa Maria di Trempu, dedicata a Maria Ausiliatrice.

### Architetture civili
Il paese si caratterizza per le sue case in basalto. 
- Casa di Antonio Gramsci, trasformata in museo.

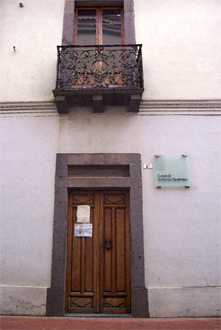
Casa museo di Antonio Gramsci

### Architetture militari

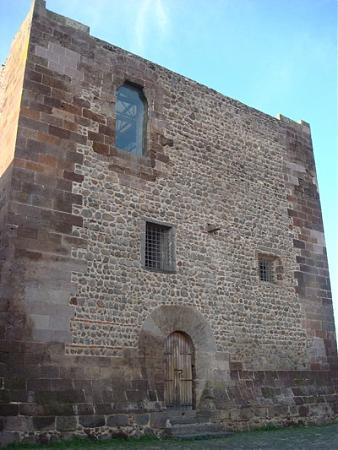
Torre aragonese di Ghilarza

- Torre aragonese del XV secolo. Torre in stile gotico-aragonese, edificata dopo la caduta del Giudicato di Arborea.

### Siti archeologici
- Nuraghe di  Muraodine
- Nuraghe di Orgosì, monotorre. Conserva la tholos integra
- Nuraghe Oschini con impianto complesso, quadrilobato.

## Società

### Evoluzione demografica
Abitanti censiti

### Etnie e minoranze straniere
Secondo i dati ISTAT al 31 dicembre 2010 la popolazione straniera residente era di 116 persone. Le nazionalità maggiormente rappresentate in base alla loro percentuale sul totale della popolazione residente erano:

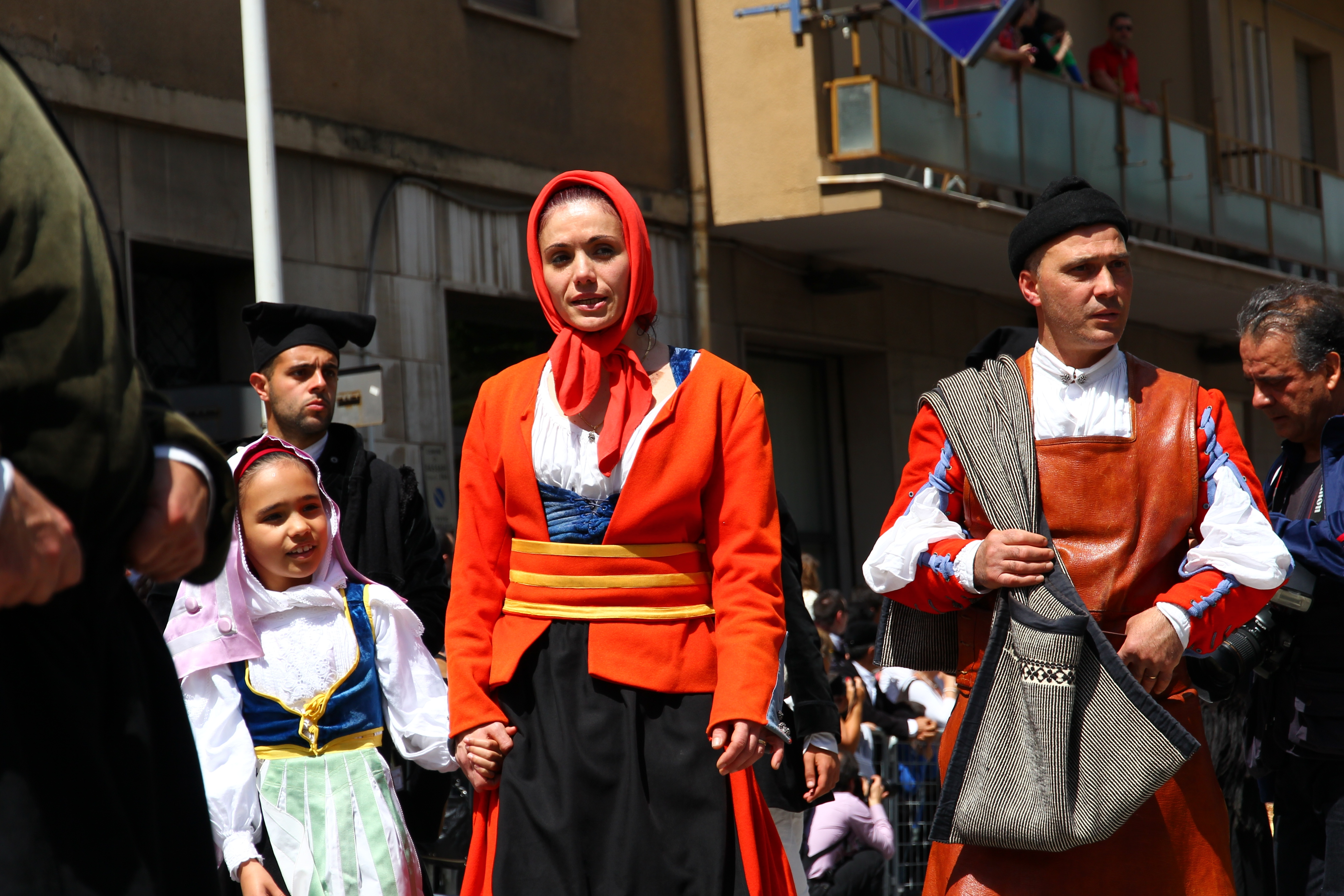
Costume tradizionale di Ghilarza

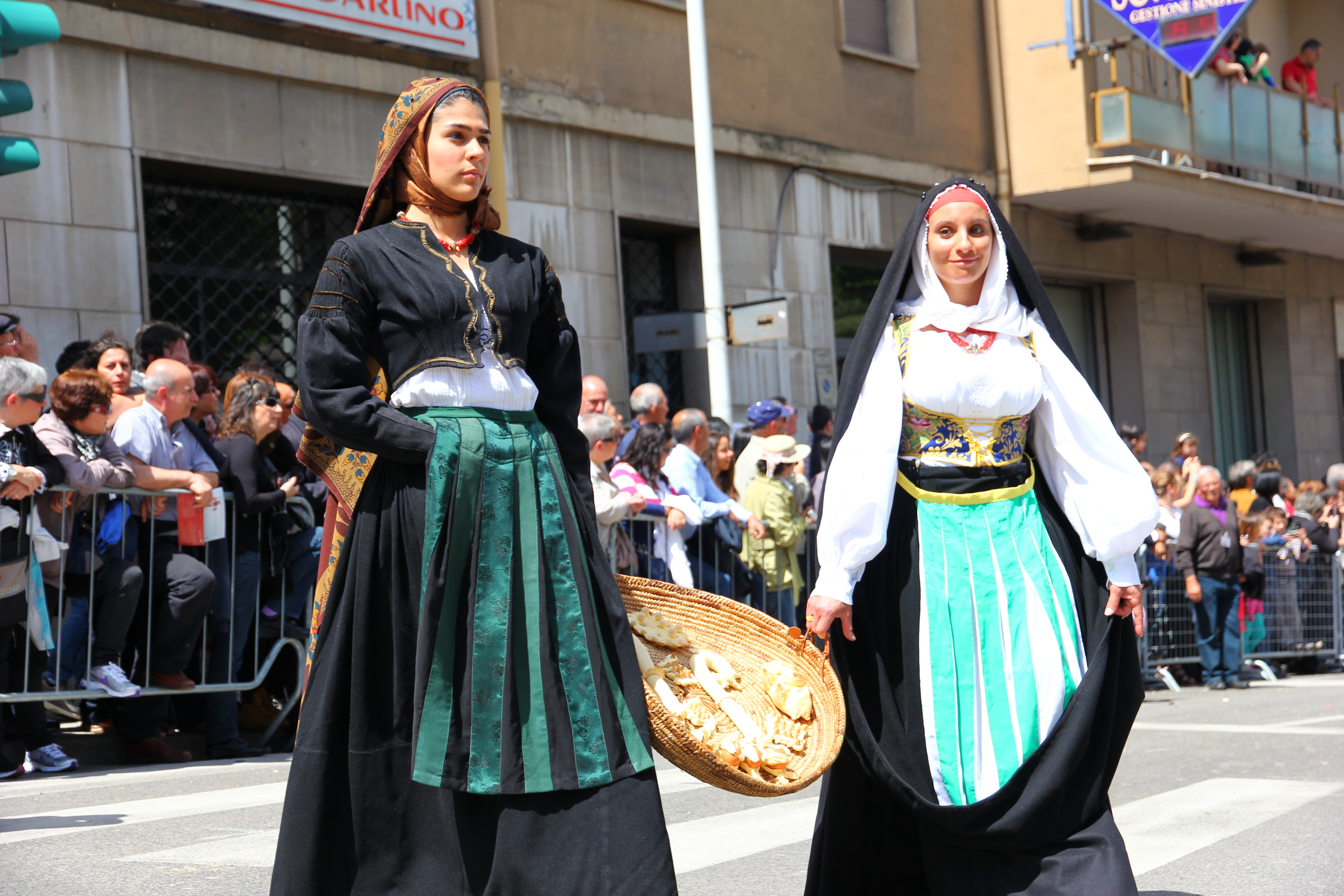
Costumi tradizionali

- Marocco 59 1,26%

### Lingua e dialetti
Ghilarza possiede, come tutto il suo contado, una lingua che è tra le più ricche e antiche della Sardegna. Era il capoluogo di mandamento più settentrionale della vecchia provincia di Cagliari (oggi si trova in quella di Oristano) che confinava con quella di Sassari (oggi di Nuoro). Non fa parte né del Logudoro, né del Marghine, né di nessun'altra delle regioni confinanti. Non ha regione d'appartenenza. Il suo territorio è semplicemente chiamato: "il ghilarzese". Il "parlare campidanese" lì termina e comincia quello logudorese. Il tutto con una dolcezza d'accento che lo differenzia dai due e ancor più dal vicino barbaricino. È pertanto il punto d'incontro di tre lingue e tre culture.

## Cultura

### Musei
- Casa Museo di Antonio Gramsci, in corso Umberto I. Il museo è stato allestito nella casa dove visse Antonio Gramsci per circa tredici anni, dal 1898 al 1911, dove si era trasferito dal non lontano paese di Ales nel quale era nato. L'allestimento del percorso museale risale agli anni settanta.[10] Gramsci è stato tra i fondatori nel 1921 del Partito Comunista d'Italia e fondatore nel 1924 de l'Unità, un quotidiano politico italiano a lungo organo ufficiale del PCI, poi del PDS, poi dei DS ed infine del PD, sino al 2017.

## Economia
In origine fondata su un'economia di tipo agro-pastorale, dall'inizio del XX secolo si svilupparono rapidamente il commercio e il terziario. Ben presto la bravura degli scalpelli ghilarzesi superò i confini comunali, facendo di Ghilarza un punto di riferimento per l'edilizia sarda.

## Infrastrutture e trasporti
Ghilarza è collegata alla Strada statale 131 Diramazione Centrale Nuorese tramite due svincoli.

## Amministrazione
| Periodo         | Periodo         | Primo cittadino           | Partito                             | Carica  | Note |
| --------------- | --------------- | ------------------------- | ----------------------------------- | ------- | ---- |
| 23 aprile 1995  | 16 aprile 2000  | Tomaso Raffaele Sanna     | liste civiche di centro-sinistra    | sindaco |      |
| 16 aprile 2000  | 8 maggio 2005   | Tomaso Raffaele Sanna     | Unione Democratica                  | sindaco |      |
| 9 maggio 2005   | 30 maggio 2010  | Stefano Licheri           | lista civica                        | sindaco |      |
| 31 maggio 2010  | 31 maggio 2015  | Stefano Licheri           | lista civica "Lavoro e Solidarietà" | sindaco |      |
| 31 maggio 2015  | 26 ottobre 2020 | Alessandro Marco Defrassu | lista civica "Insieme"              | sindaco |      |
| 26 ottobre 2020 | in carica       | Stefano Licheri           | lista civica "Progetto Ghilarza"    | sindaco |      |